# Panteno
Panteno (in latino: Pantaenus; Sicilia, ... – Alessandria d'Egitto, 200) è stato un filosofo e teologo greco antico; fu maestro di Clemente Alessandrino. È considerato santo dalla Chiesa cattolica e dalla Chiesa copta ortodossa.

## Vita
Di religione ellenica, formato alla dottrina stoica, si convertì al Cristianesimo in età adulta.
Nel 180 fondò ad Alessandria d'Egitto una scuola catechetica, che divenne celebre come centro di elaborazione teologica. Con i suoi discepoli Clemente Alessandrino (che lo chiamò l'ape sicula), Origene e Alessandro di Gerusalemme, Panteno elaborò la dogmatica cristiana, sviluppando la Regula fidei al lume del ragionamento filosofico.
Secondo Girolamo, Panteno si recò in India tra il 180 e il 190 su invito dei cristiani del luogo, per migliorarne la preparazione dottrinale, corroborandola con basi teologico-filosofiche. Tuttavia tale circostanza è contraddetta da Eusebio di Cesarea, secondo il quale Panteno visitò la Mesopotamia e la Persia. Ad ogni modo, il fatto che fiorenti comunità cristiane esistessero già al tempo di Panteno nelle zone da lui visitate è confermato dal fatto che il filosofo ritornò ad Alessandria con una versione in aramaico del Vangelo secondo Matteo.